# Радькове
Радько́ве — село в Україні, у Старосалтівській селищній територіальній громаді Чугуївського району Харківської області. Населення становить 31 особи.(2015 рік)

## Географія
Село Радькове знаходиться в балці Вовчий Яр, по якій протікає пересихаючий струмок з загатою, примикає до села Вишневе, на відстані 1 км розташоване село Гонтарівка.

## Історія
12 червня 2020 року, відповідно до розпорядження Кабінету Міністрів України № 725-р «Про визначення адміністративних центрів та затвердження територій територіальних громад Харківської області», село увійшло до складу  Старосалтівської селищної громади.
19 липня 2020 року в результаті адміністративно-територіальної реформи та ліквідації Вовчанського району увійшло до Чугуївського району.